# Maria Amalia av Kurland
Maria Amalia av Kurland, född 12 juni 1653 i Mitau, död 16 juni 1711 i Weilmünster, var en lantgrevinna av Hessen-Kassel.

## Biografi
Maria Amalia föddes som prinsessa av Kurland, dotter till Jakob av Kurland och Louise Charlotte av Brandenburg. Hon beskrivs som blygsam, förbindlig och from. Hon bidrog till grundandet av parken Karlsaue i Kassel. 1699 förvärvade hon och sonen Maximilian slottet Sensenstein, också det i Kassel.
Maria Amalia dog 1711 och begravdes i S:t Martinskyrkan i Kassel.

### Familj
Maria Amalia gifte sig i Kassel den 21 maj 1673 med sin kusin lantgreve Karl I av Hessen-Kassel, efter att först ha varit förlovad med dennes äldre bror, Wilhelm VII av Hessen-Kassel. Wilhelm hade dock avlidit som nittonåring, 1670.
Barn:
1. Wilhelm (1674–1676)
2. Karl (1675–1677)
3. Fredrik I (1676–1751), kung av Sverige 1720–1751 och lantgreve av Hessen-Kassel 1730-1751
4. Christian (2 juli 1677–18 september 1677)
5. Sophie Charlotte (1678–1749), gift med Fredrik Wilhelm I av Mecklenburg-Schwerin
6. Karl (1680–1702)
7. Wilhelm VIII (1682–1760), lantgreve av Hessen-Kassel 1751–1760
8. Leopold (1684–1704)
9. Ludvig (1686–1706)
10. Marie Louise (1688–1765), gift med Johan Vilhelm Friso av Oranien-Nassau
11. Maximilian (1689–1753)
12. Georg (1691–1755)
13. Eleonore (11 januari 1694–17 december 1694)
14. Wilhelmine Charlotte (1695–1722)

## Eftermäle
Den tyska byn Mariendorf, numera en del av staden Immenhausen, är uppkallad efter henne.